# Nikolaj Pomjalovski

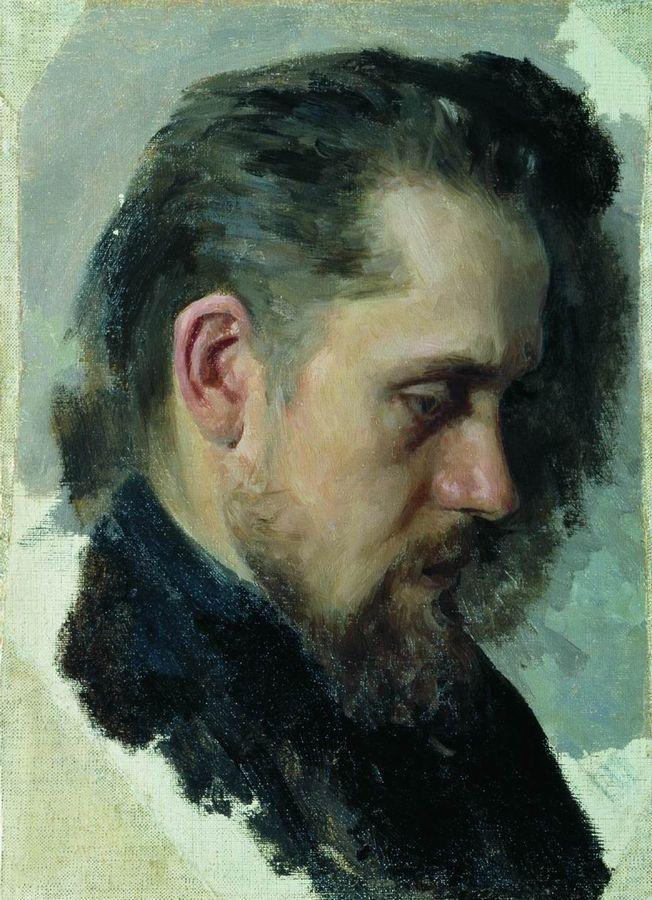
Pomjalovski, door Nikolaj Nevrev

Nikolaj Gerasimovitsj Pomjalovski  (Russisch: Николай Герасимович Помяловский) (Sint-Petersburg, 11 april 1835 – Sint-Petersburg, 17 oktober 1863) was een Russisch schrijver.

## Leven en werk
Pomjalovski werd geboren als zoon van een diaken van de Russisch-orthodoxe Kerk en studeerde van 1851 tot 1857 theologie in Sint-Petersburg.
Pomjalovski werd vooral beroemd door zijn Schetsen uit het leven van een seminarist (1862), een ten dele autobiografisch verhaal over Pomjalovski’s nare ervaringen in een Russisch seminarie. De school met zijn dwang en angst staat in feite symbool voor Rusland en werd door de officiële kritiek dan ook vijandig onthaald.
Pomjalovski leed aan depressies en alcoholisme. Hij stierf vroegtijdig, op 28-jarige leeftijd, in 1863.